# Kulsbjerge
Kulsbjerge är kullar i Danmark. De ligger i Vordingborgs kommun i Region Själland, i den sydöstra delen av landet, 80 km söder om Köpenhamn. Kulsbjerge ligger på ön Själland. Högsta toppen är Store Kulsbjerg, 106 m ö.h. Övriga toppar är 93 m ö.h och 81 m ö.h.